# Прокофьев, Константин Васильевич
Константин Васильевич Прокофьев (1928—2016) — советский партийный, хозяйственный и государственный деятель. Председатель Мытищинского исполкома городского Совета народных депутатов (1976—1987). Почётный гражданин города Мытищи (1985).

## Биография
Родился 5 ноября 1928 года в селе Дубовый, Гай Хвалынского района Саратовской области. 
С 1943 года в период Великой Отечественной войны, К. В. Прокофьев начал свою трудовую деятельность монтёром радиоузла в городе Хвалынске Саратовской области. С 1946 по 1949 годы начал  работать монтажником, занимался строительством сельской гидроэлектростанции Саратовской области. С 1953 по 1957 годы проходил действительную военную службы в рядах Советской армии. 
с 1957 года после демобилизации из рядов Советской армии начал работать электромонтажником, позже был назначен инженером и старшим инженером, с 1965 по 1968 год — начальник Бюро оргтехники, с 1968 по 1970 год — заместитель начальника Отдела труда и заработанной платы, с 1970 по 1973 год — помощник директора по быту Долгопрудненского машиностроительного завода. С 1960 по 1965 годы обучался на заочном отделении Всесоюзного заочного машиностроительного института, после окончании которого получил специализацию «инженер-механик». С 1967 года помимо основной деятельности занимался профсоюзной и общественной работой: с 1967 по 1968 год был избран — заместителем председателя заводского комитета профсоюза, с 1968 по 1970 год —  председатель профсоюзного комитета ДМЗ. 
С 1973 по 1976 год председатель Долгопрудненского горисполкома. С 1976 по 1987 год председатель Мытищинского горисполкома.
С 1987 по 1988 год — заместитель начальника Управления «Роскомплект» Государственного снабжения РСФСР и с 1988 по 1994 год — заместитель начальника отдела Управления «Роскомплект». С 1994 по 2001 год был специалистом первой категории и заместителем председателя Комитета по экономике Администрации города Долгопрудный. 
Помимо основной деятельности К. В. Прокофьев с 1969 по 1977 годы избирался депутатом Долгопрудненского городского совета и с 1977 по 1987 годы —  Мытищинского городского Совета, с 1975 по 1987 годы депутатом Московского областного Совета, с 1985 по 1987 годы был членом исполкома Московского облсовета.
В 2000 году «за большие заслуги в развитии города Мытищи» К. В. Прокофьев был удостоен почётного звания — Почётный гражданин города Мытищи.
Скончался 19 декабря 2016 года в городе Мытищи, Московской области.

## Награды
- Орден Трудового Красного Знамени (1986)
- Орден Дружбы народов (1981)
- Медаль «За доблестный труд в Великой Отечественной войне 1941—1945 гг.»
- Медаль «За преобразование Нечерноземья РСФСР» (1985)
- Медаль «В ознаменование 100-летия со дня рождения Владимира Ильича Ленина»
- Медаль «Ветеран труда»
- Медаль «В память 850-летия Москвы»
- Медали ВДНХ (две серебряные медали 1978 и 1980 гг. — «за достигнутые успехи в развитии народного хозяйства»)
- Почетная медаль Правления Советского фонда мира (1980)

### Звание
- Почётный гражданин города Мытищи (№ 6/6 от 18 сентября 2000 года[1])